# Ilhote de Alucemas

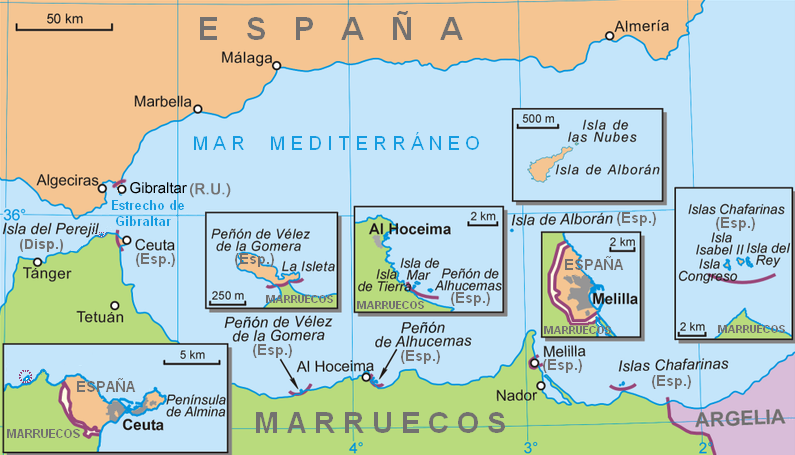
Mapa do sul de Espanha e norte de Marrocos (em espanhol)

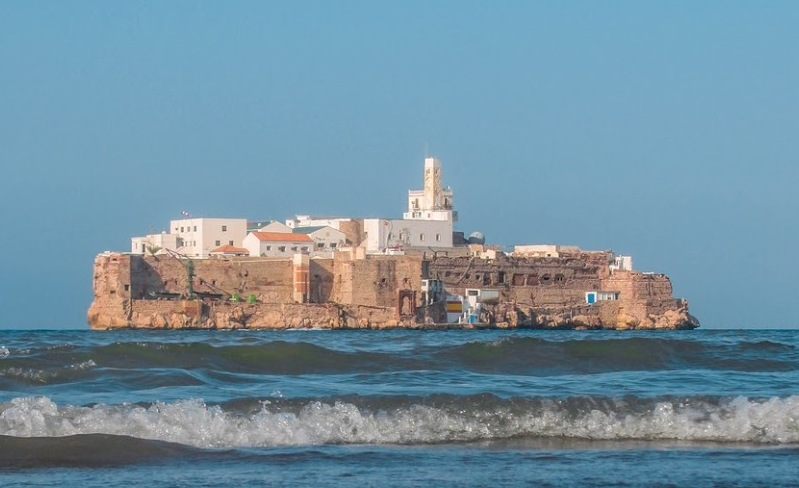
Ilhote de Alucemas, vista da costa marroquina.

O ilhote ou penedo de Alucemas (em castelhano: Peñón de Alhucemas) é uma das possessões espanholas localizadas na costa norte de África, no mar Mediterrâneo, a 300 m da cidade marroquina de Alucemas.
O território, que compreende ainda os pequenos ilhotes do Mar e da Terra, foi oferecido à Espanha pelo Rei de Marrocos no século XVI em troca de proteção contra os turcos otomanos e, como aquele país europeu sempre ali manteve uma pequena guarnição de soldados, estes território é denominado uma plaza de soberanía (possessão espanhola).